# Malý Slavkov
Malý Slavkov es un municipio del distrito de Kežmarok en la región de Prešov, Eslovaquia, con una población estimada a final del año 2024 de 1269 habitantes.
Se encuentra ubicado al noroeste de la región, cerca del río Poprad (cuenca hidrográfica del río Vístula) y de la frontera con Polonia.

## Demografía
| Año        | 1994 | 2004 | 2014     | 2024     |
| ---------- | ---- | ---- | -------- | -------- |
| Población  | 0    | 840  | 991      | 1269     |
| Diferencia |      | –    | +17,97 % | +28,05 % |

| Año        | 2023 | 2024    |
| ---------- | ---- | ------- |
| Población  | 1246 | 1269    |
| Diferencia |      | +1,84 % |